# Stradella (Lombardie)
Pour les articles homonymes, voir Stradella (homonymie).
Stradella est une commune italienne de la province de Pavie, dans la région de Lombardie.

## Histoire
1703 : siège de Stradella.

## Culture
Stradella a été l'un des principaux centres mondiaux de production d'accordéons. L'un des premiers accordéons fut produit par Mariano Dallapè en 1876. Son exemple fut suivi par Ercole Maga, Enrico Massoni, Paolo Rogledi et Carlo Pasquin.
Entre les deux guerres, sur les 10 000 habitants de Stradella, 1 200 travaillaient dans la production d’accordéons. 
Après guerre, le déclin de l'accordéon fut la conséquence de l'incapacité des entreprises à s'adapter aux conditions de marché. 
L'histoire de l'accordéon à Stradella est racontée dans le musée de l'accordéon, situé dans le Palais Garibaldi.

## Administration
| Période                                  | Période | Identité | Étiquette | Qualité |
| ---------------------------------------- | ------- | -------- | --------- | ------- |
|                                          |         |          |           |         |
| Les données manquantes sont à compléter. |         |          |           |         |

### Communes limitrophes
Arena Po, Broni, Canneto Pavese, Montù Beccaria, Portalbera, San Cipriano Po, Spessa, Zenevredo.

## Personnalités liées
- Giuseppe Alberganti, homme politique communiste.